# Jakub Schwarz

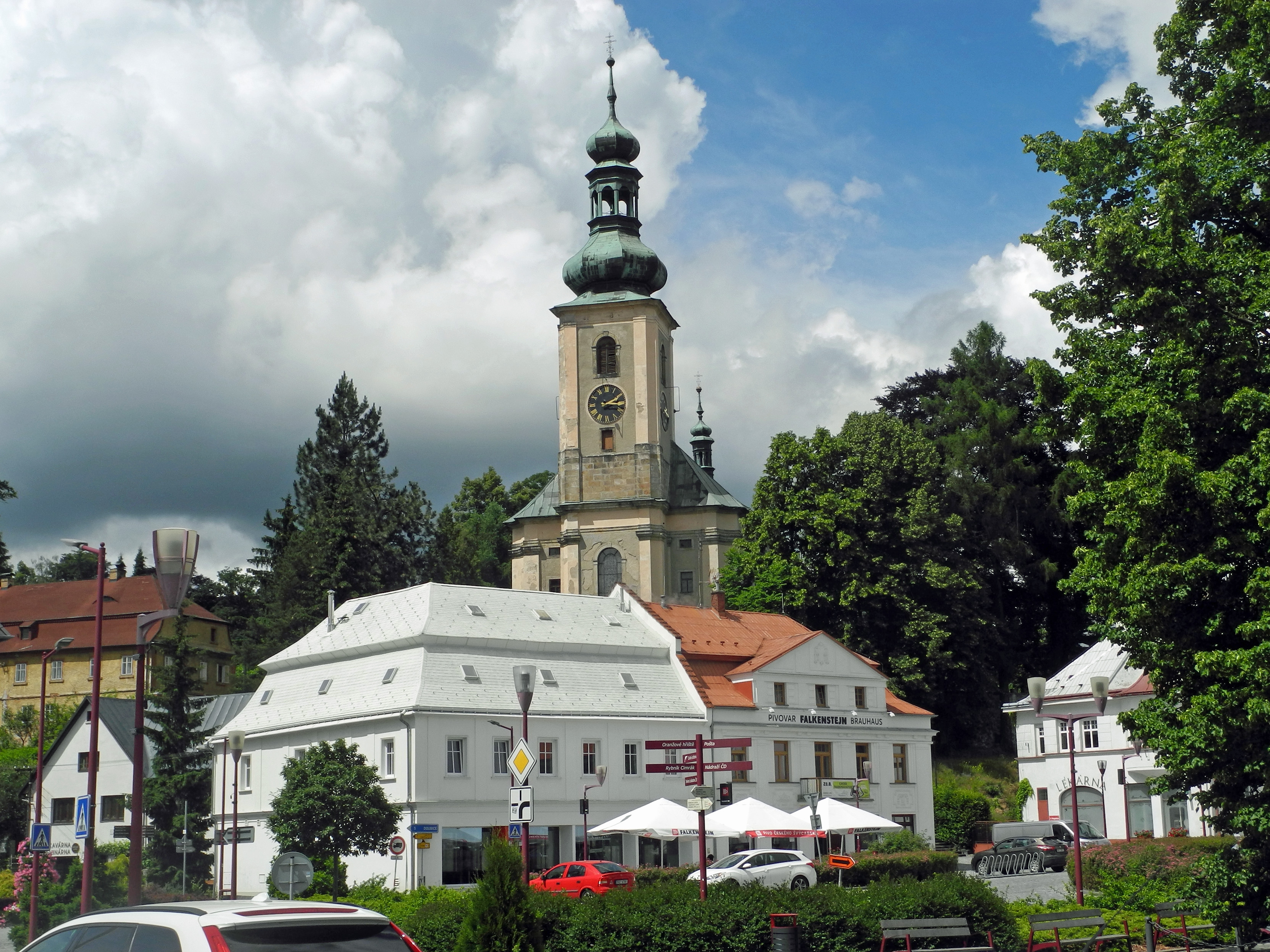
Kostel sv. Máří Magdaleny v Krásné Lípě je dominantou Křinického náměstí

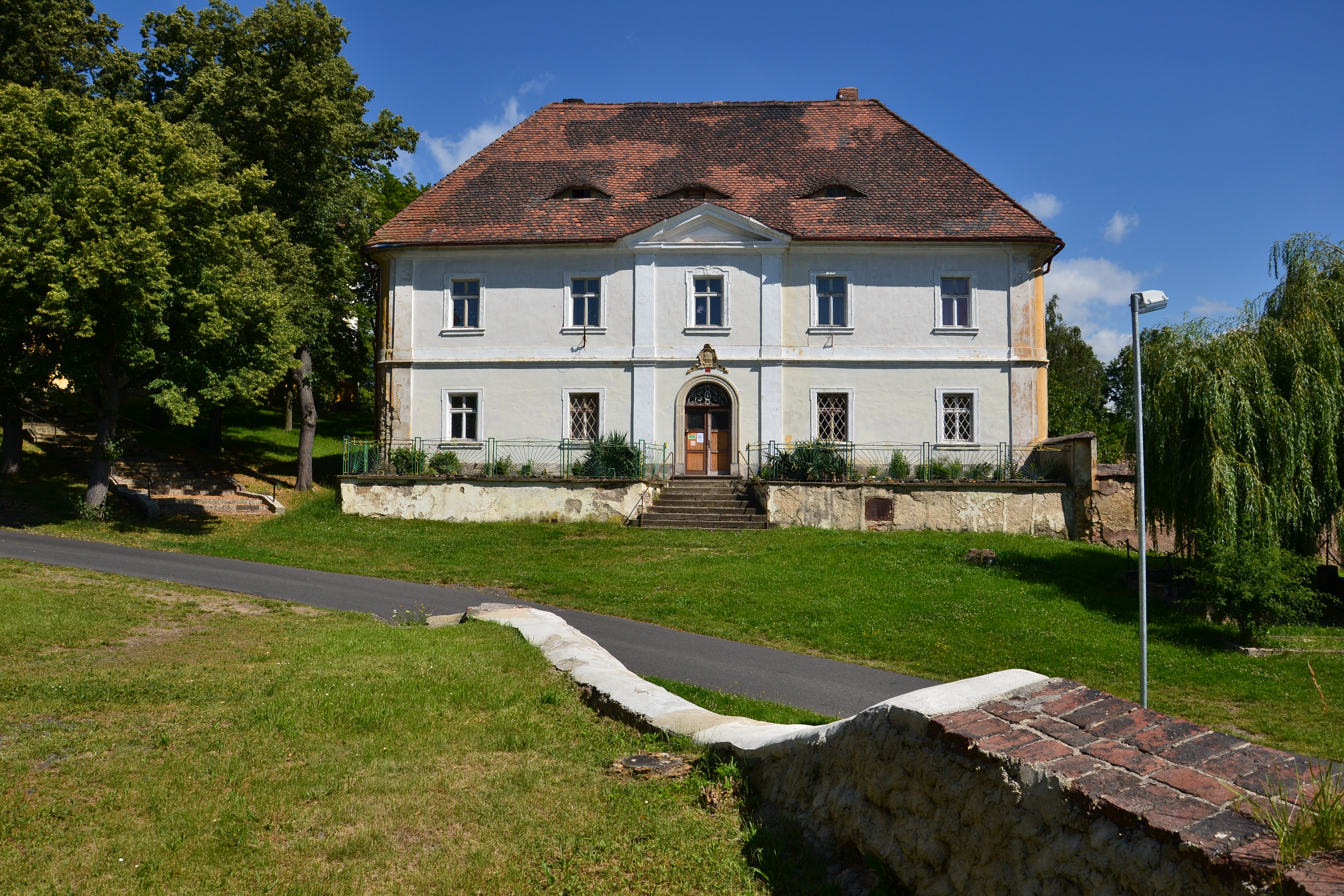
Barokní fara v Jeníkově

Jakub Schwarz, psáno též Jacub (německy Jacob Schwarz, 22. dubna 1685, Ústí nad Labem - 21. srpna 1766 tamtéž) byl český německý stavitel a architekt období baroka.

## Dílo
Schwarz žil a působil v Ústí nad Labem a v severních Čechách jako polír u několika staveb architekta Antonia Octavia Broggia, především v Ústí a nedelkém Oseku.
Podílel se také na dalších stavbách:
- 1736–1763: poutní kaple Narození Panny Marie v České Kamenici, okres Děčín (stavbu dokončil v roce 1763 Jan Jiří Kačinka) [2]
- 1750: špitál v České Kamenici [3]
- 1750: zámek Škrle, okres Chomutov[4]
- 1751–1755: kostel sv. Petra a Pavla v Oseku, okres Teplice[5]
- 1754: fara v Jeníkově, okres Teplice [6]
- 1754–1758: kostel svaté Máří Magdaleny v Krásné Lípě, okres Děčín.[7]